# Aurélien Tchouaméni
Aurélien Djani Tchouaméni (Roan, Normandia, 27 de gener de 2000) és un futbolista francès que juga com a migcampista al Reial Madrid. És internacional absolut amb la selecció francesa des del 2021.

## Trajectòria

### Inicis i debut a Bordeus
Nascut a Roan, i d'ascendència camerunesa, va decidir entrar al món del futbol als cinc anys quan va ser a veure el seu pare jugar un partit.
Criat a la regió de Bordeus, Tchouaméni va entrenar en l'equip de la ciutat, el Girondins de Bordeus, on va ingressar a l'edat d'onze anys, i amb el qual va signar el seu primer contracte professional el 10 de novembre de 2017, amb disset anys. Va ser durant la temporada següent quan va fer les seves primeres aparicions amb el primer equip, debutant el 26 de juliol de 2018 contra el Futbola Klubs Ventspils letó, en un partit de la segona ronda de classificació de la Lliga Europa. Va marcar el seu primer gol com a professional el 9 d'agost, en la tercera ronda classificatòria davant el Futbolʹnyy̆ Klub Mariupol ucraïnès; posteriorment l'equip va vèncer el K. A. A. Gent belga i va accedir a la fase de grups de la competició en la qual va caure eliminat. Abans, va tenir la seva primera aparició en la Ligue 1 en una derrota per 2-0 davant el Racing Club de Strasbourg.
Tot i ser habitual en la competició continental, no ho va ser en el campionat domèstic, on va alternar suplències i titularitats per a un total de deu partits disputats. Encara en edat formativa, la situació es va repetir en la temporada següent, i després de dos anys va sumar 37 partits en l'elit.

### Etapa a Mònaco
El seu progrés va ser suficient perquè fos contractat aquell mateix curs per l'Association Sportive de Monaco Football Club, assenyalat com un dels clubs referents d'Europa a l'hora de projectar nous talents. Així, el 29 de gener de 2020 el club va anunciar el seu fitxatge pels propers quatre anys i mig. Va jugar el seu primer partit com a monegasc l'1 de febrer en una derrota per 3-1 contra el Nîmes Olympique. No va comptar però amb la confiança del nou entrenador Robert Moreno, qui va arribar també al club al mercat d'hivern per substituir Leonardo Jardim. Únicament va participar en tres partits de lliga abans que el campionat es detingués. La seva aturada va ser motivada per un brot del coronavirus tipus 2 de la síndrome respiratòria aguda greu, una pandèmia global vírica que va arribar a Europa des d'Àsia, que va provocar contagis, defuncions i reculada econòmica. Això va obligar a la cancel·lació de les competicions per part de la UEFA, la FFF i l'LFP, i no es van reprendre fins a mesos després després d'una millora després d'un confinament de la població per frenar els contagis. Les autoritats van decretar així que les competicions poguessin reprendre la seva activitat sense públic en les graderies —no així les franceses—, per la qual cosa va finalitzar així una atípica temporada.
La seva segona temporada va ser diferent, i al costat del seu amic Youssouf Fofana —contractat també l'any anterior en mateixes condicions del Racing Club de Strasbourg-, va ser un habitual de l'equip titular i va disputar un total de 36 partits en els quals va marcar dos gols, com un dels pilars del mig del camp de l'equip del Principat. El seu primer gol el va marcar en una victòria per 3-1 enfront de l'Olympique de Marsella, i després d'una gran actuació enfront de l'Association Sportive de Saint-Étienne va ser designat com el millor jugador del club del mes; va completar el seu rendiment amb sis partits en la Copa de França amb un gol i va ser triat com el millor jove i com a integrant de l'equip ideal del campionat francès.
Per al curs 2021-22, com un dels referents, va fer el seu debut en la màxima competició continental, la Lliga de Campions, davant l'Athletic Club Sparta Praga en la fase classificatòria, partit en el qual va marcar el primer gol del partit. Després de superar la ronda, van caure no obstant això eliminats en la decisiva ronda enfront del Xakhtar Donetsk ucraïnès. Tot i perdre 0-1 en l'anada, dos gols de Ben Yedder donaven la classificació als monegascs, però un gol en el minut 74 de Marlos va portar el partit a la pròrroga. En ella, un desafortunat autogol de Ruben Aguilar va certificar el passi a la fase de grups del conjunt ucraïnès.

### Reial Madrid
L'11 de juny de 2022 es va anunciar que Tchouaméni seria traspassat al Reial Madrid l'1 de juliol de 2022, amb un contracte per sis anys. El traspàs es va xifrar en 80 milions d'euros, que podrien arribar als 100 en variables.

## Internacional
És internacional absolut amb la selecció francesa des de 2021. Va debutar l'1 de setembre en un partit de classificació per al Mundial 2022 davant Bòsnia i Hercegovina que va finalitzar en empat a un.
El 10 d'octubre de 2021 va ser titular a la final de la Lliga de Nacions de la UEFA 2021 que França va guanyar contra Espanya per 1-2.
Fou un dels 26 jugadors de la selecció francesa seleccionats per disputar el Mundial de Qatar. Va marcar un gol contra Anglaterra al minut 17 durant els quarts de final.

## Palmarès
Reial Madrid
- 1 Copa Intercontinental de la FIFA: 2024[33]
- 1 Campionat del món de clubs de la FIFA: 2022
- 2 Supercopes d'Europa: 2022, 2024[34]
- 1 Lliga de Campions de la UEFA: 2023-24[35]
- 1 Lliga espanyola: 2023-24[36]
- 1 Copa del Rei: 2022-23[37]
- 1 Supercopa espanyola: 2024[38]

Selecció francesa
- 1 Lliga de les Nacions de la UEFA: 2020-21